# Het verdriet van België
Het verdriet van België is een roman van de Belgische auteur Hugo Claus, voor het eerst verschenen in 1983 bij uitgeverij De Bezige Bij. Het werk wordt algemeen als zijn magnum opus beschouwd. De roman schildert een niet erg vleiend portret van een Vlaamse collaborerende familie in de jaren voor, tijdens en na de Tweede Wereldoorlog, maar het is ook een bildungsroman over een eigenzinnige adolescent die besluit om schrijver te worden.

## Inhoud
In Het verdriet van België beschrijft Claus de jongensjaren van hoofdpersoon Louis Seynaeve, leerling op een nonneninternaat en telg uit een verbazingwekkende en grotesk getekende familie. Verwarring, hunkering en bedrog zijn Louis’ deel en uit alle macht probeert hij duidelijkheid te vinden in de verwarring en leugenachtigheid om hem heen. Alleen door te fantaseren, de werkelijkheid geweld aan te doen, kan hij overleven.
Het verdriet van België kan deels beschouwd worden als een experimentele bildungsroman, gebaseerd op Claus’ eigen jeugd, bestaande uit een stroom van opeenvolgende verhalen. Tevens is het een portret van het Vlaamse leven in de periode 1939 tot 1947 en de crisisachtige politieke verhoudingen in die tijd. Bovenal is het echter een boek over de groezeligheid van de waarneming, de onbetrouwbaarheid, de twijfel, collaboratie en verraad. De fantasie van de hoofdpersoon en de werkelijkheid lopen frequent door elkaar heen; soms wordt de lezer in het ongewisse gehouden waar de grens tussen beide ligt.
De roman is opgebouwd uit twee delen:
- Het Verdriet bestaat uit 27 genummerde en getitelde korte hoofdstukken. Dit deel is geschreven vanuit het perspectief van Louis en ondertekend in november 1947. Hij schrijft over zichzelf in de hij-vorm en de verleden tijd, al schakelt hij voor sommige fantasiescènes over naar de ik-vorm en de tegenwoordige tijd (vb. hoofdstuk 2).
- Van België is niet in hoofdstukken opgedeeld en hanteert een wisselend vertelperspectief: personaal voor Louis' persoonlijke belevenissen, alwetend voor de historische gebeurtenissen op de achtergrond, en de ik-vorm voor de ingelaste dagboekfragmenten en brieven.

### Het verdriet
Louis Seynaeve, een jongen die elf wordt in april 1939, zit op een nonnenpensionaat in Haarbeke. Hij en zijn vrienden Vlieghe, Dondeyne en Byttebier noemen zichzelf de Vier Apostelen. Ze bezitten zeven "Verboden Boeken". Louis krijgt bezoek van zijn vader Staf, zijn peter en Holst. Ze vertellen Louis dat zijn moeder van de trap gevallen is - eigenlijk is ze zwanger. Peter wordt kwaad wanneer hij een sticker van Rex ziet op Stafs gele DKW.
Onder het strenge bewind van de nonnen vlucht Louis in een fantasiewereld. Hij gelooft dat Holst een engel is, en vertelt over de Miezers, kwaadaardige wezens die altijd lachen. Na een inwijdingsritueel wordt klasgenoot Goossens de vijfde Apostel.
Zijn paasvakantie brengt Louis in Walle door, waar Staf een drukkerij heeft. Zijn moeder straft hem omdat hij met Tetje en Bekka Cosijns gespeeld heeft, een broer en zus uit de Balkan. Tante Mona is gescheiden en heeft een dochter Cecile, die voorbestemd is om Shirley Temple op te volgen. Nonkel Armand is een dronkenlap. Nonkel Florent verhuist als doelman van Walle Sport naar het volksere Stade Walle. Tijdens een voorstelling van Franz Lehár's Het Land van de Glimlach herkent Louis zijn vader en apotheker Paelinck op het toneel.
Terug in het "Gesticht" in Haarbeke breken de Apostelen in in het Slot, waar Zuster Sint-Gerolf in een afgesloten kamertje leeft. Ze stelen een loden bikkel.
Louis' moeder Constance gaat uitrusten in de Alpen omdat ze een doodgeboren baby had. Louis brengt zijn vervroegde zomervakantie in Bastegem door, bij Meerke Bossuyt, zijn grootmoeder aan moederskant. Hij ziet er zijn zwaarlijvige tante Violet, nonkel Robert die slager is en zijn hitleriaans gezinde nonkel Omer. Samen met zijn speelmakker Raf de Bock gaat hij het kasteeltje bespioneren, waar de begeerde vrijgezellin madame Laura Vandeghinste woont. Ze stelen haar slipje.
Na de zomervakantie krijgt Louis ruzie met Vlieghe. Hij stopt de loden bikkel in Vlieghes anus.

### Van België
In het begin van 1940 wordt Louis wegens de oorlogsdreiging van het pensionaat gehaald. Hij gaat nu naar het College, waar de jezuïet "De Kei" de plak zwaait. Zijn leraar Nederlands beschuldigt hem van plagiaat voor zijn opstel. Louis wordt een tijdje geschorst wegens wangedrag en zal een jaar moeten overdoen.
Tijdens de Duitse invasie in mei 1940 vlucht Staf naar Frankrijk. Hij staat namelijk als Duitsgezind bekend, omdat hij een drukpers en een poppetje van de Hitlerjugend gekocht heeft in Duitsland. Wanneer tijdens de Duitse bezetting de rust enigszins teruggekeerd is, komt Staf terug naar huis.
Constance gaat bij de ERLA werken, een Duitse fabriek voor vliegtuigonderdelen, waar ze verantwoordelijk is voor het transport van Vlaamse arbeiders naar Duitsland. Voor sommige arbeiders weet ze uitstel te bekomen. Ze pleegt overspel met haar baas Henny Lausenier, die uiteindelijk naar het Oostfront gestuurd wordt wegens corruptie. Nonkel Leon gaat in Duitsland werken, terwijl nonkel Florent naar Gloucestershire vlucht. Hij zal er sterven in '42.
Louis wordt korte tijd lid van de NSJV (Nationaal-Socialistische Jeugd Vlaanderen), maar mag daar niet bij blijven omdat Peter geld geleend heeft bij het bisdom voor zijn zaak in schoolbenodigdheden. Dan sturen ze hem naar Strelenau in Mecklenburg, waar hij bijeenkomsten van de Hitlerjugend meemaakt en een dagboek bijhoudt. Louis' klasgenoot Maurice de Potter verwondt zich dodelijk aan een hek. Twee Joodse leerlingen worden weggevoerd, net als De Kei, die lid was van het Verzet. De Duitsers executeren meneer Tierenteyn in een vergeldingsactie tegen de Witte Brigade. Enkele nonnen sneuvelen tijdens een Engels bombardement op het pensionaat. Louis wordt verliefd op de apothekersdochter Simone, maar zij laat hem zitten voor een volwassener man. Zijn eerste seksuele contact heeft hij met tante Nora, die zelf het initiatief neemt. Later volgen Bekka en de doktersvrouw Michèle.
In Bastegem laten Armand, Violet en Meerke Bossuyt enkele Duitse soldaten bij zich thuis logeren. Nonkel Omer is krankzinnig geworden en verblijft een tijdje in een klooster. Louis' aangetrouwde nonkel Firmin is weggevoerd wegens zijn Joodse afkomst. Holst is getrouwd met madame Laura, die een bordeel openhoudt in de Louizalaan in Brussel. Louis haalt er een lading Verboden Boeken op en raakt geïnteresseerd in Entartete Kunst.
Na de Bevrijding duikt Staf onder uit angst voor de repressie. Hij wordt een tijdje opgesloten. Vuile Sef, die lid was van de Gestapo, wordt ineengeslagen en opgesloten. Louis en zijn moeder verhuizen naar Bastegem. Louis gaat in Gent studeren voor drukker. Hij krijgt een afscheidsbrief van Vlieghe, die leeggebloed is met de loden bikkel in zijn mond. Hij had zichzelf proberen te opereren na het oplopen van een geslachtsziekte bij een prostituee. Cecile is zwanger op haar vijftiende. Holst wordt veroordeeld voor de moord op Laura, die overspel gepleegd had.
Louis wil deelnemen aan een novellewedstrijd van Het Laatste Nieuws. Wanneer zijn moeder voorleest uit zijn schriftje, beseft Louis dat zijn schrijfstijl banaal en overladen is. Hij verscheurt het schrift en herbegint. Het verdriet wordt afgewezen door Het Laatste Nieuws, maar ze verwijzen hem naar het literaire tijdschrift Mercurius, waarin zijn boek in 1948 gepubliceerd wordt.

## Personages
- Louis Seynaeve ("Apostel Petrus") is een elfjarige jongen uit Walle die op het kloosterpensionaat van Haarbeke zit.
- Gerard Vlieghe ("Apostel Paulus") is een klasgenoot. Hij heeft een jongere broer Wardje en is van Wakkegem.
- Dondeyne ("Apostel Matthias") is een klasgenoot. Zijn jongere broer heet René.
- Byttebier ("Apostel Barnabas") is een klasgenoot.
- Albert Goossens ("Olibrius", "Apostel Bartholomeus") sluit als vijfde Apostel aan. Hij woont in Lovendegem.
- Moeder-Overste is de gezagvoerder op het kloosterpensionaat van Haarbeke.
- Zuster Econome verzorgt de boekhouding.
- Zuster Adam is een strenge zuster.
- Zuster Kris is klein en zeer streng (scherp als een kris).
- Zuster Engel (Marie-Ange) geeft Frans. Zij is Louis' favoriete lerares.
- Zuster Sapristi geeft aardrijkskunde.
- Zuster Imelda houdt van tuinieren.
- Zuster Sint-Gerolf bewaakt het Reglementenboek in een kamertje in "het Slot", waar de leerlingen niet binnen mogen.
- Zuster Koedde (Thérèse) is een nieuwe zuster na de zomervakantie.
- Baekelmans ("Baekelandt") is de tuinier van het klooster. Zijn vrouw heet Trees.
- Hubert Seynaeve ("Peter") is de grootvader en dooppeter van Louis. Hij was vroeger leraar, en heeft een zaak in schoolbenodigdheden opgericht.
- BoMama is de vrouw van Peter en grootmoeder van Louis.
- Staf Seynaeve (Gustave) is de oudste zoon van Peter en de vader van Louis. Hij is drukker.
- Robert Seyneave is de tweede zoon van Peter en oom van Louis. Deze zwaarlijvige vrijgezel is beenhouwer.
- Florent Seynaeve is de jongste zoon van Peter en oom van Louis. Hij is doelman.
- Mona Seynaeve is de oudste dochter van Peter en tante van Louis. Ze is gescheiden van Ward, met wie ze een dochter Cecile heeft.
- Nora is de tweede dochter van Peter. Ze is getrouwd met Leon, met wie ze een dochter Nicole heeft.
- Hélène Seynaeve is de jongste dochter van Peter en tante van Louis.
- Meerke Bossuyt is de moeder van Constance en grootmoeder van Louis. Ze woont in Bastegem.
- Constance Bossuyt is de oudste dochter van Meerke. Ze is Stafs vrouw en de moeder van Louis.
- Armand Bossuyt is de oudste zoon van Meerke en oom van Louis. Hij is een dronkenlap.
- Omer Bossuyt is de jongste zoon van Meerke en een oom van Louis. Hij is hitleriaan. Als soldaat zit hij in een kazerne aan het Albertkanaal.
- Violet Bossuyt is een zwaarlijvige dochter van Meerke.
- Berenice Debeljanov-Bossuyt is de jongste dochter van Meerke. Ze woont in Wallonië en is getrouwd met de Bulgaarse jood Firmin Debeljanov.
- André Holst is een stoere kerel uit Bastegem die soms chauffeur speelt voor Staf. Hij is aanhanger van Rex.
- Tetje Cosijns is een jongen uit de Balkan. Louis speelt soms met hem, hoewel dat niet mag van zijn ouders.
- Rebekka Cosijns ("Bekka") is Tetjes zus.
- Marnix de Puydt is dichter, pianist en vader van een tweeling.
- Pieter Raspe werkt in de drukkerij van Staf. Later gaat hij aan het Oostfront vechten.
- Raf de Bock is een vriend van Louis in Bastegem.
- Laura Vandeghinste is een begeerde vrijgezellin in Bastegem.
- Jules is een timmerman en kwakzalver in Bastegem.
- Theo van Paemel is een politieman.
- Maurice de Potter is een klasgenoot van Louis op het College.
- Evariste de Launey de Kerchove ("De Kei") is een jezuïet die lesgeeft op het College.
- Dr. Heinrich Lausenier ("Henny", "Luizengier") is de baas van ERLA in België.
- Dr. Paelinck ("Dalle") is apotheker en acteur.
- Simone Paelinck is de dochter van dr. Paelinck.
- Vuile Sef is een Wallenaar die lid wordt van de Gestapo.
- Gustav Vierbücher en zijn vrouw Emma zijn Louis' gastgezin in Mecklenburg.
- Dolf Zeebroeck is een beeldend kunstenaar. Zijn zoon heet Godfried.
- Tierenteyn is een verzetsstrijder.
- Michèle is een doktersvrouw.

## Stijl en thematiek
Het verdriet van België vertoont kenmerken van verschillende genres: sleutelroman, bildungsroman, familieroman en historische roman. Het is het verhaal van Louis die als individu probeert te ontsnappen aan de bekrompenheid van zijn omgeving en zich tot schrijver ontpopt. Dit speelt zich af tegen de achtergrond van de historische gebeurtenissen in die periode: de oorlog, de collaboratie en de repressie.
De titel komt meermaals in de tekst voor. In hoofdstuk 23 vertelt Meerke Bossuyt dat ze haar kinderen soms sloeg als ze hun bord niet leegaten: "Het was schreien of kletsen geven in die tijd, en in die tijd kon ik niet schreien, het was lijk dat ik al het verdriet van België over mij liet komen." In het tweede deel noemt Meerke Louis zelf het verdriet van België wanneer hij betrapt is op het stelen van 25 frank van tante Violet.
In de dialogen suggereert Claus dat de meeste personages dialect of tussentaal spreken. Hij gebruikt geen letterlijke fonetische weergave, maar wel typische woorden en uitdrukkingen. Bv.: En heeft zij haar eigen zeer gedaan? (En heeft ze zich bezeerd?), koleire (woede), gazet (krant), beenhouwer (slager), complimenten (groeten), gediscuteerd (gediscussieerd), gejaagd (gehaast), helegans (helemaal), binst (tijdens). Claus zegt over dit taalgebruik: "Ik ben in Het verdriet van België zeer bewust Vlaams gaan gebruiken. Hoewel, 'Vlaams' bestaat niet - het is een reeks van dialecten. Maar mijn syntaxis en woordkeuze heb ik wel geënt op het Zuidwest-Vlaams, het is niet het quasi-naturalistisch nadoen van het Vlaams zoals Cyriel Buysse en Stijn Streuvels schreven. In die zin is het in mijn boek een artificiële taal, die niemand echt zo spreekt, want zelf al zou je het fonetisch exact kunnen opschrijven, dan nog moet je dingen kiezen, het is opereren en castreren."
Claus beweerde dat het laatste woord, "toch", gekozen is door zijn toenmalige maîtresse. Welk woord ze ook gezegd zou hebben, hij zou het geschreven hebben. In de Franse vertaling hebben ze daar tot zijn ergernis "oui" van gemaakt.

## Autobiografisch
Er zijn heel wat gelijkenissen tussen Louis Seynaeve en Hugo Claus zelf. Claus is naar het nonneninternaat geweest, zijn vader was drukker en speelde bij het amateurtoneel, de familie had een zaak in schoolbenodigdheden enz. Er zijn echter ook verschillen: Louis is één jaar ouder (1928 in plaats van 1929) en heeft geen levende broers of zussen.
De locaties in de roman verwijzen naar bestaande plaatsen. Haarbeke staat voor Aalbeke (nu een deelgemeente van Kortrijk) waar Claus van 1933 tot 1939 op het Pensionnat Saint-Joseph zat bij de Zusters van Liefde. Kortrijk krijgt in de roman de naam Walle, een bestaand gehucht. Genoemd worden onder andere de Oudenaardse Steenweg, de volkse "Toontjesstraat" (Sint-Antoniusstraat), de Sint-Rochuskerk in de Doorniksewijk en de Onze-Lieve-Vrouwekerk. Het College is het Sint-Amandscollege waar Claus vanaf 1940 school liep. Bastegem komt overeen met Astene, een deelgemeente van Deinze. De Kouter (straat) en de Leie worden genoemd.
Sommige personages zijn gebaseerd op bestaande personen. Zo verwijst Marnix de Puydt naar de schrijver Willem Putman en Dolf Zeebroeck naar beeldend kunstenaar Jos Speybroeck. Veel bestaande personen uit de periode worden bij naam genoemd. Enerzijds zijn dat beroemdheden uit entertainment en sport, zoals Astrid van Zweden, Félicien Vervaecke, Django Reinhardt, The Ramblers, Jean Harlow, Shirley Temple, George Bernard Shaw, Charles Trenet en Zarah Leander. Anderzijds betreft het historische figuren uit de Tweede Wereldoorlog zoals Adolf Hitler, Joseph Goebbels, Alexander von Falkenhausen, Reinhard Heydrich, Winston Churchill, Pius XII, Leopold III van België, Léon Degrelle, Joris van Severen, Staf Declercq, Cyriel Verschaeve, Edgar Lehembre en Reimond Tollenaere.

## Receptie
In september 1981 werd met In Walrijk een fragment van 14 pagina's gepubliceerd als bijlage bij Avenue. Direct na verschijning in 1983 groeide Het verdriet van België uit tot een bestseller. De kritiek was meestal lovend, al hadden sommige recensenten het moeilijk met de structuur.
Wim Hazeu in Hervormd Nederland: "Na Claus zal waarschijnlijk niemand in ons taalgebied ooit nog zo'n groot en in menig opzicht groots boek over België in oorlogstijd schrijven. Hij is de enige die zo'n onderwerp aankan en hij heeft het gedaan."
Hans Warren in de Provinciale Zeeuwse Courant: "Het wreekt zich dat Claus geen kans heeft gezien tot een synthese van losse flarden verhaal te komen."
Na de dood van Hugo Claus in maart 2008, vijfentwintig jaar na het verschijnen, dook het boek opnieuw op in verschillende bestsellerslijsten.

## Prijzen
Het verdriet van België is bekroond met verschillende prijzen:
- 1984: Prijs van de Vlaamse Gemeenschap voor Proza
- 1987: Prijs van de Vlaamse Lezer
- 1989: Humo's Gouden Bladwijzer
- 2000: Premio Nonino

## Verfilming
In 1994 maakte de BRTN een tv-serie van Het verdriet van België. Claus schreef zelf het scenario.